# 566년

## 연호
- 남진(南陳) 천가(天嘉) 7년 / 천강(天康) 원년
- 후량(後梁) 천보(天保) 5년
- 북제(北齊) 천통(天統) 2년
- 북주(北周) 보정(保定) 6년 / 천화(天和) 원년
- 신라(新羅) 개국(開國) 16년

## 기년
- 남진(南陳) 문제(文帝) 7년
- 북제(北齊) 후주(後主) 2년
- 북주(北周) 무제(武帝) 6년
- 신라(新羅) 진흥왕(眞興王) 27년
- 고구려(高句麗) 평원왕(平原王) 8년
- 백제(百濟) 위덕왕(威德王) 13년